# Tonya Verbeek
Pour les articles homonymes, voir Verbeek.
Tonya Verbeek (née le 14 août 1977 à Grimsby (Canada)) est une lutteuse libre canadienne.
Elle obtient la médaille d'argent olympique en 2004 à Athènes en moins de 55 kg, puis la médaille de bronze dans la même catégorie 2008 à Beijing. Entretemps, elle décroche la médaille de bronze lors des Jeux panaméricains de 2007 à Rio de Janeiro. En 2012 aux Jeux olympiques d'été à Londres, elle décroche la médaille d'argent devenant ainsi la lutteuse du Canada la plus décorée.